# Municipio de Pease
El municipio de Pease (en inglés: Pease Township) es un municipio ubicado en el condado de Belmont en el estado estadounidense de Ohio. En el año 2010 tenía una población de 14 309 habitantes y una densidad poblacional de 192,71 personas por km².

## Geografía
El municipio de Pease se encuentra ubicado en las coordenadas 40°6′14″N 80°46′2″O / 40.10389, -80.76722. Según la Oficina del Censo de los Estados Unidos, el municipio tiene una superficie total de 74.25 km², de la cual 73,9 km² corresponden a tierra firme y (0,46 %) 0,34 km² es agua.

## Demografía
Según el censo de 2010, había 14 309 personas residiendo en el municipio de Pease. La densidad de población era de 192,71 hab./km². De los 14 309 habitantes, el municipio de Pease estaba compuesto por el 93,06 % blancos, el 4,42 % eran afroamericanos, el 0,18 % eran amerindios, el 0,18 % eran asiáticos, el 0,15 % eran de otras razas y el 2,01 % eran de una mezcla de razas. Del total de la población el 0,46 % eran hispanos o latinos de cualquier raza.